# 2012年アジアビーチゲームズ
2012年アジアビーチゲームズ（2012ねんアジアビーチゲームズ、HAIYANG 2012 The Third Asian Beach Games）は2012年6月16日から6月22日の日程で中国・海陽で開催された第3回アジアビーチゲームズである。

## 競技
下記の13競技49種目が実施された。
- ビーチバレー
- ビーチサッカー
- 3x3バスケットボール
- ビーチハンドボール
- ビーチタクロー
- ビーチカバディ
- ドラゴンボート
- ローラースピードスケート
- スポーツクライミング
- ビーチウッドボール
- パワードパラグライダー
- ヨット
- 水上スキー

## 大会スローガン
- 「Share the Joy（快楽在一起）」：幸せを共有しよう

## 大会マスコット
龍、鳳凰、太陽をモチーフとしたキャラクター。名前はそれぞれ、シャシャ（莎莎、鳳凰をモデル）、ヤンヤン（陽陽、太陽をモデル）、ハイハイ（海海、龍をモデル）。龍と鳳凰が繁栄をもたらすという伝説に基づく。

## メダル獲得数
開催国
| 順 | 国・地域             | 金 | 銀 | 銅 | 計 |
| -- | -------------------- | -- | -- | -- | -- |
| 1  | 中国                 | 14 | 10 | 12 | 36 |
| 2  | タイ                 | 13 | 9  | 6  | 28 |
| 3  | 韓国                 | 6  | 7  | 10 | 23 |
| 4  | インドネシア         | 6  | 6  | 4  | 16 |
| 5  | チャイニーズタイペイ | 3  | 6  | 6  | 15 |
| 6  | インド               | 2  | 0  | 1  | 3  |
| 7  | イラン               | 2  | 0  | 0  | 2  |
| 8  | 日本                 | 1  | 3  | 2  | 6  |
| 9  | アフガニスタン       | 1  | 0  | 0  | 1  |
| 9  | カタール             | 1  | 0  | 0  | 1  |